# Honda NS
La NS è una serie di modelli di motocicletta prodotta dalla casa motociclistica giapponese Honda dal 1984 al 1987. Si tratta di una stradale sportiva che richiama nelle linee il modello da competizione del motomondiale, la Honda NS 500, ed è stata prodotta in cilindrate dai 125 ai 400cm³.

## 50

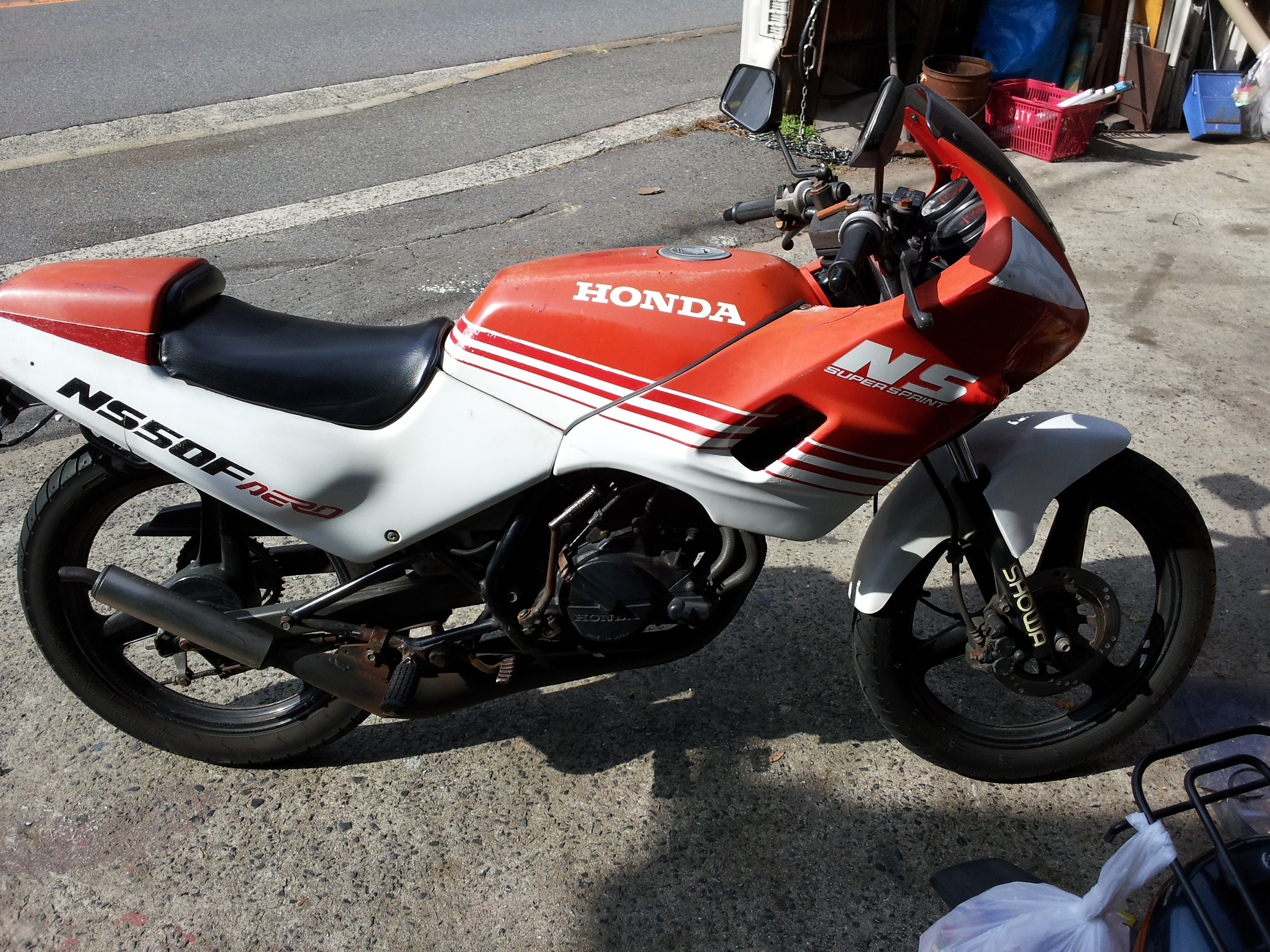
Una Honda NS 50 F

Questo ciclomotore prodotto nel 1990 con raffreddamento a liquido ed in grado di raggiungere i 105 km/h di serie, fu antesignano dell'NSR50, il peso complessivo è di 88kg, ed è caratterizzato dal monoammortizzatore posteriore, freno posteriore a tamburo, mentre il freno anteriore poteva essere a disco o a tamburo, cambio a 6 marce, telaio a tubi monotrave sdoppiato e monoculla sdoppiato, con telaietto saldato al telaio principale.

## 125

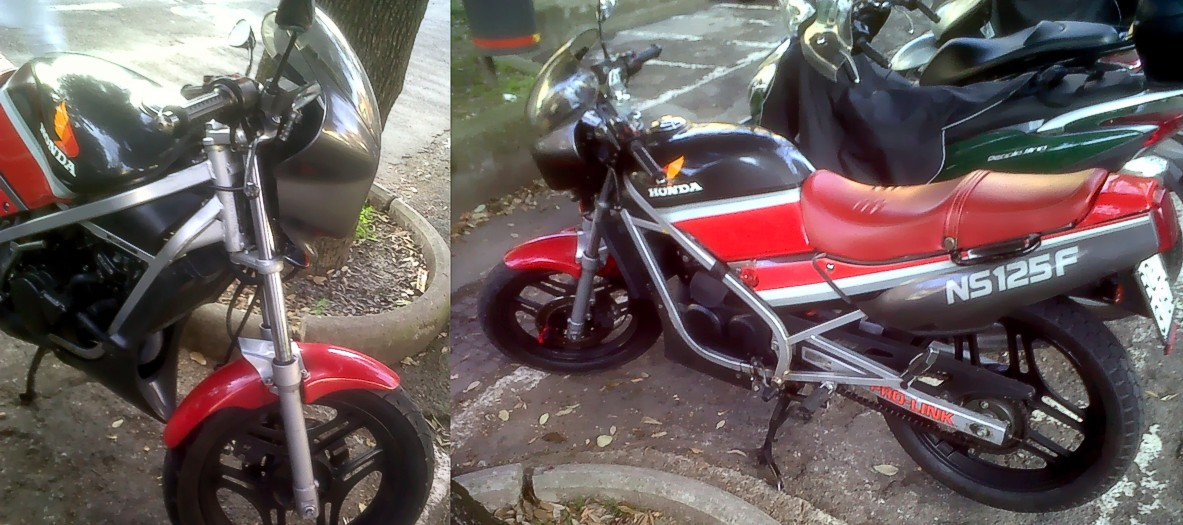
Una Honda NS 125 F

Presentata per la prima volta al Motor Show di Bologna del 1984, è stata prodotta dal 1985 al 1987 ed inizialmente era una semicarenata e aveva il suffisso "F", poi nel 1987 vennero presentate altre due versioni carenate "R" e "RII".
Utilizza delle ruote a tre raggi sdoppiati e una carenatura che assomiglia alla concorrente prodotta dalla Gilera.
La differenza tra la versione carenate "R" e la "RII" è data dalla presenza del doppio disco anteriore da 251 mm per la "RII", dal parafango anteriore più avvolgente e per il guscio coprisella posteriore con tabella porta numero gialla come da regolamento dell'epoca per le 500 del Motomondiale .

## 250

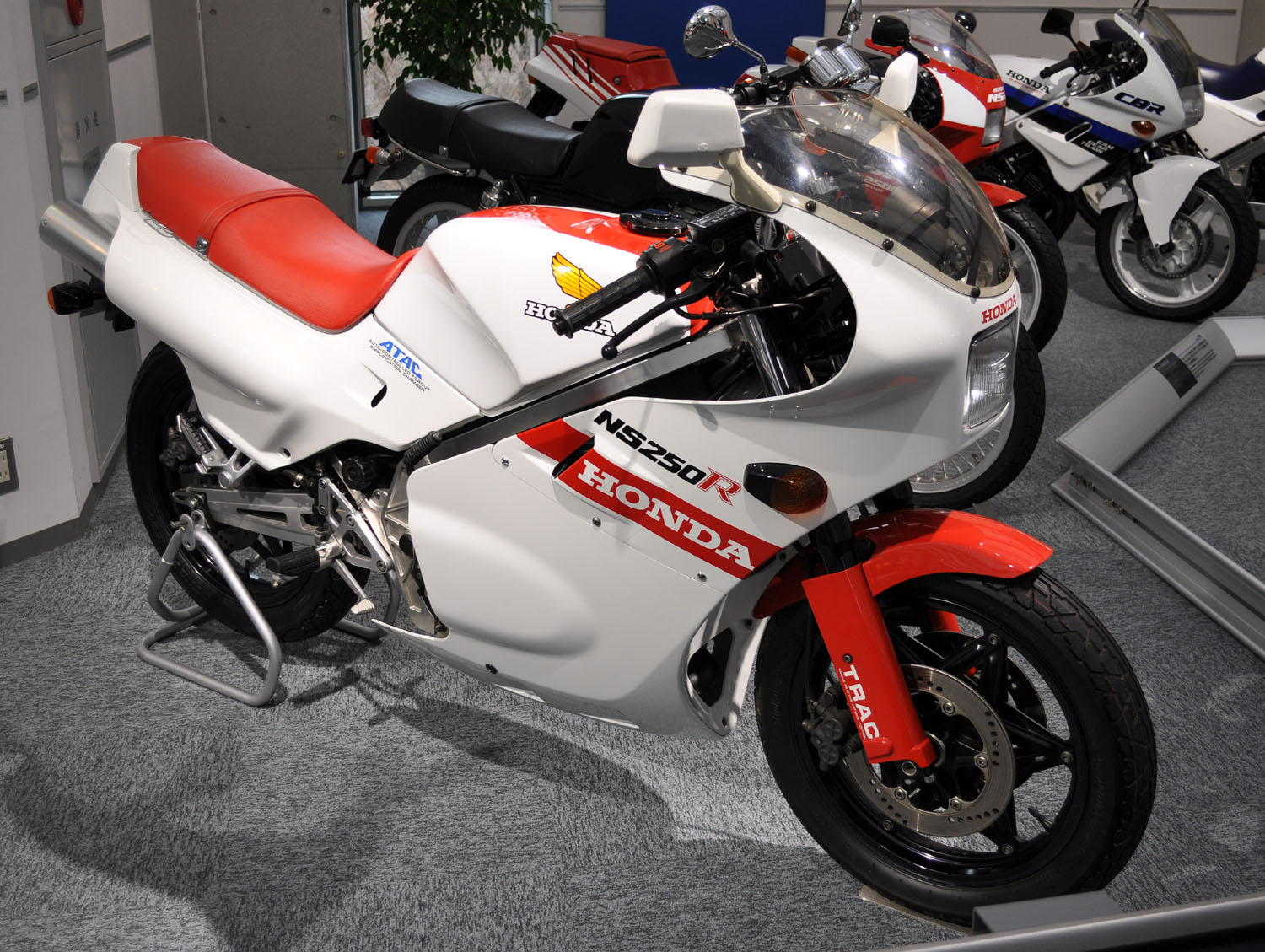
Una Honda NS 250 R

Questa moto è stata prodotta dal 1984 al 1987 ed inizialmente era una semicarenata e aveva il suffisso "F", poi nel venne presentate nella versione carenata "R" con adozione di un forcellone nuovo senza capriata di rinforzo

## 400R
Questa moto è una race replica prodotta dal 1985 al 1987, che insieme ai concorrenti Suzuki RG 500 Gamma e Yamaha RD 500 hanno segnato un'epoca alla seconda metà degli anni '80.
Ha la disposizione del motore simile al modello del motomondiale, ma con un solo cilindro verticale (il cilindro centrale) e due orizzontali, esattamente l'opposto del modello da gara, inoltre è munito del sistema allo scarico ATAC (Automatic Torque Amplification Chamber), che era caratterizzato da una valvola e un risuonatore, che ha un'apertura graduale dai 5.000 ai 7.000 rpm.
Esteticamente la moto richiama molto il modello da gara, con il terzo silenziatore posto sotto al codino a destra e integrato dalle carene, ma anche la struttura del telaio e del forcellone richiama il modello da competizione.